# Deborah Medrez
Deborah Medrez (n. 9 de septiembre de 1995 en Ciudad de México, México), más conocida como Ziburta, es una cantante, compositora, escritora y productora mexicana. Su música pertenece al género de rock alternativo, tomando elementos de cabaret, jazz y folk. Es conocida por su voz profunda y grave, sus composiciones eclécticas de tono irreverente y su cómico personaje escénico. Componiendo tanto en inglés como en español, ha llegado a audiencias de nicho en los Estados Unidos y América Latina.   

## Biografía
Ziburta nació a una familia de artistas judíos en la Ciudad de México. Comenzó en la disciplina de la música y las artes escénicas de manera autodidacta a los 8 años de edad, ganando distinciones en festivales de teatro y música. Paso su infancia en Miami, Estados Unidos. Estudio música en Emunah College en Jerusalem y posteriormente atendió la Universidad Yeshiva en Nueva York donde se graduó en Letras Inglesas y Escritura Creativa. En Nueva York trabajo como guionista para Weinstein Company y Leopard Films y como periodista para el Algemeiner Journal.

## Carrera musical
En 2015 Ziburta comenzó a presentar sus composiciones en guitarra y voz en la escena musical del Lower East Side en Nueva York. En 2016 Ziburta hizo su debut con Upper Beast Side, un disco de indie rock en inglés bajo el nombre Deby Medrez Pier.
En 2017 Ziburta fue firmada con la editora Warner Chappell Music. Ese mismo año comenzó a presentarse en concierto con su proyecto Ziburta y Los Esclavos del Ritmo, banda de Indie Rock con influencias de Swing. También comenzó a interpretar Estándares de Jazz con múltiples agrupaciones en la Ciudad de México.
En 2020 Ziburta publicó El Fin Ep producido por Rodrigo Baills (Caifanes), una obra de Pop Orquestal que mezcla vocales graves, temblorosas y tiernas junto con todo tipo de sonidos, desde lo low-fi, folk, psicodélico, cabaret, hasta música de cine western e italiano.
En 2021 Ziburta produjo su segundo Ep "Quiero" con Bicho Blanco, una obra de Folktronica que fusiona ritmos latinos con la electrónica.
Ziburta ha tocado junto a artistas como Béla Fleck and the Flecktones y Gogol Bordello, así como en festivales Bahidora, New York Summerstage, South by Southwest.
A principios del 2023 Ziburta estará lanzando su primer LP "San Juan Chamula", una obra de Rock Alternativo en español con toques de psicodelia, folk y jazz.

## Estilo
Su estilo musical se relaciona con la de músicos como David Bowie, Manu Chao, Tom Waits. 